# Garrey Carruthers
Garrey Edward Carruthers (Alamosa, Colorado; 29 de agosto de 1939) es un político y académico estadounidense que se desempeñó como gobernador de Nuevo México y rector de la Universidad Estatal de Nuevo México. Anteriormente se desempeñó como asistente especial del Secretario de Agricultura de los Estados Unidos de 1974 a 1975, director del Instituto de Investigación de Recursos Hídricos de Nuevo México en NMSU, presidente estatal del Partido Republicano de Nuevo México de 1977 a 1979, y subsecretario de Tierras y Recursos del Departamento del Interior de los Estados Unidos de 1981 a 1984.

## Biografía
Carruthers nació en Alamosa, Colorado. Obtuvo una licenciatura en agricultura en 1964 y una maestría en economía agrícola en 1965, ambos de la Universidad Estatal de Nuevo México. Luego obtuvo un doctorado en economía en 1968 de la Universidad Estatal de Iowa.
Fue elegido gobernador de Nuevo México en 1986. Un punto importante de la contienda fue el restablecimiento de la pena de muerte, lo que resultó en que el gobernador demócrata saliente, Toney Anaya conmutara las condenas de todos los condenados a muerte en protesta. Su mandato terminó en 1991 y el límite de mandatos en ese momento impidió que los gobernadores de Nuevo México buscaran mandatos consecutivos. Carruthers fue sucedido por el demócrata Bruce King, quien anteriormente había servido dos mandatos no consecutivos como gobernador.
Después de dejar el cargo de gobernador, se desempeñó como presidente y director ejecutivo de Cimarrón Health Plan, ahora Molina Healthcare of New Mexico, Inc. de 1993 a 2003. En 2003, fue nombrado decano de la Facultad de Negocios de la Universidad Estatal de Nuevo México. Ayudó a establecer la operación de desarrollo económico de la universidad, el Arrowhead Center y se desempeñó como vicepresidente de desarrollo económico de la universidad. También ayudó a establecer el Instituto Domenici y se desempeñó como su director. En mayo de 2013, fue nombrado presidente de la universidad por la junta de regentes en una votación de 3 a 2. En 2017, la junta de regentes anunció que su contrato no sería renovado, lo que resultaría en su jubilación a partir del 1 de julio de 2018. Fue sucedido por John D. Floros, científico de alimentos y exdecano de la Facultad de Agricultura de la Universidad Estatal de Kansas.
Han surgido preocupaciones sobre su papel en el Advancement of Sound Science Center, un grupo de presión que presidió de 1993 a 1998.